# Прималуна
Прималу̀на (на италиански: Primaluna, на западноломбардски: Premalüna, Премалюна) е село и община в Северна Италия, провинция Леко, регион Ломбардия. Разположено е на 558 m надморска височина. Населението на общината е 2170 души (към 2010 г.).